# زاوية سيدي ميلود (تيسركات)
زاوية سيدي ميلود هو دُوَّار يقع بجماعة مزكيطة، إقليم زاكورة، جهة درعة تافيلالت في المملكة المغربية. ينتمي الدوّار لمشيخة تيسركات التي تضم 16 دوار. يقدر عدد سكانه بـ 370 نسمة حسب الإحصاء الرسمي للسكان والسكنى لسنة 2004.

## روابط خارجية
- البوابة الوطنية للجماعات الترابية نسخة محفوظة 12 مارس 2018 على موقع واي باك مشين.
- المندوبية السامية للتخطيط